# Homogenia inconstans
Homogenia inconstans är en tvåvingeart som först beskrevs av Christian Rudolph Wilhelm Wiedemann 1830.  Homogenia inconstans ingår i släktet Homogenia och familjen parasitflugor. Inga underarter finns listade i Catalogue of Life.